# Vizsy Ferenc
Vizsy Ferenc (Karcag, 1953. augusztus 28. –) közlekedésmérnök, műszaki tanár, író, újságíró.

## Élete
1953. augusztus 28-án született Karcagon többgenerációs vasutas család gyermekeként. Általános iskoláit Gelsén, Gyömörén, Kunmadarason és Kisújszálláson végezte. A szolnoki Tiszaparti Gimnáziumban kémia-fizika tagozaton érettségizett. A Budapesti Műszaki Egyetemen 1977-ben közlekedésmérnöki és műszaki tanári oklevelet, majd 2003-ban minőségbiztosítási szakmérnöki abszolutóriumot szerzett. 1977-től 2005-ig a Magyar Államvasutak alkalmazottja volt: üzemmérnöki, vasútigazgatói, logisztikai igazgatói és főigazgatói beosztásokban dolgozott. 

## Újságírói, írói munkássága
1972–1976 között A Jövő Mérnöke című lap újságírója volt. 2005-től végzett újságíróként hivatásszerűen foglalkozik újságírással. Több lap külsős újságírója, de belekóstolt a szerkesztői, főszerkesztői munkába is.
Versei és novellái 1975-től látnak napvilágot különböző lapokban. Első és második könyvében megjelent 139 novellájának szereplői a legkülönbözőbb élethelyzetbe került, észszerűen gondolkodó, olykor meghökkentően cselekvő, ösztönösen érző, játékos, szeretni és gyűlölni, megismerni és felejteni, élni és meghalni tudó, akaró emberek. A mikrotörténetek nagyobb részében a főmotívum fénytörést szenved, s bizonyos szavak, kifejezések többértelműségét kihasználva meglepő befejezéssel zárulnak. A Krisztián fiával jegyzett, Drakula kastélyában címet viselő opus a thriller, a fantasy, a sci-fi, a pszicho, a krimi világába kalauzol. A 20 egyestés történetből álló, A két hangya kalandja klasszikus mesék könyve a kis fekete fahangyák sorsán keresztül mutatja meg, hogy mennyire fontos érték az önzetlenség, az áldozatkészség, a bátorság és a szeretet.

## Könyvei
- Színváltó novellák (2013, 2019)
- Színjátszó novellák (2014)
- Drakula kastélyában (2014)
- A két hangya kalandja (2017, 2018)
- A csodák éjszakája (2019)
- Karanténban a város (2020[2])
- Még mindig – Karanténban a város (2020)

### Mesejáték
- A csodák éjszakája (2017)

## Díjak
- Baross Gábor Díj (1996)
- Az év logisztikai menedzsere (1997)
- Európa-mérnöki oklevél (2002)
- Érd város polgáraiért (2004)
- Jáky József Díj (2009)
- Polgármesteri elismerő oklevél (2018)